# Miska Hauser
Miska Hauser (Presburg, 1822 – Wenen, 8 december 1887) was een Oostenrijks-Hongaars violist en componist. Hij werd gezien als een van de meest virtuoze violisten van zijn tijd.
Michael Hauser werd geboren binnen het gezin van een vader, die ook violist was en bevriend met Ludwig van Beethoven. Hij kreeg dan ook zijn eerste lessen van zijn vader. Op zijn twaalfde stond hij al op het podium. In 1835 volgden opleidingen aan het Conservatorium in Wenen bij Joseph Böhm, Josef Mayseder, Conradin Kreutzen en Simon Sechter. Na 1840 ondernam hij diverse concertreeizen door Duitsland, Scandinavië (1842), Engeland (1851), Noord- en Zuid-Amerika. Een verslag van zijn reis door dat continent legde hij vast in Aus dem Wanderbuch eines österreichische Virtuosen. Hij bereikte later zelfs Australië met zijn optredens. In 1847 studeerde hij nog even verder.
Hij werd door koning Victor Emanuel II van Italië onderscheiden met de Orde van Sint-Mauritius en Sint-Lazarus.
Als componist schreef hij veelal werken voor viool begeleid door piano. Zijn bekendste werken, voor zover daar sprake van is, zijn Lieder ohne Worte en Rhapsodie hongroise. Die laatste haalde zelfs in 1905 de Britse Proms-concerten. Geen van de werken heeft de tand des tijds doorstaan. Zijn Wiegenlied is geschreven op Tahiti. Voorts is een etude bekend voor flageoletspel (Vogelcaprice) bekend.
Op 21 april 1875 was hij te zien en te horen in de Vrijmetselaarsloge in Christiania met voornamelijk eigen werk (Andante pastorale et rondo gracioso en Italiensk concertfanatasie). Zes mei van dat jaar volgde een concert met het orkest van het Christiania Theater onder leiding van Johan Edvard Hennum met Hausers Hongaarse Rhapsodie. Die rapsodie werd ook uitgevoerd tijdens een concert op 2 maart 1877 in Oslo door Gudbrand Bøhn en Agathe Backer-Grøndahl.
- Biblioteca Nacional de España: XX5560134
- Gemeinsame Normdatei: 116539062
- International Standard Name Identifier: 0000 0001 0980 5364
- Library of Congress Control Number: n89633495
- Nationale Bibliotheek van Letland: 000322912
- MusicBrainz: f3892723-7f10-43d5-9c7a-9c2a1bae5ef4
- Nationale Bibliotheek van Tsjechië: kup20000000036619
- Nationale Bibliotheek van Israël: 987007262453105171
- Nationale Bibliotheek van Polen: a0000001609717
- Nederlandse Thesaurus van Auteursnamen: 143825402
- Istituto Centrale per il Catalogo Unico: CUBV166262
- LIBRIS: 213637
- Trove: 820574
- Virtual International Authority File: 64760203
- WorldCat: E39PBJfRyhq9YbBjyXtrvjG8md